# Pico Forcanada
Pico Forcanada är en bergstopp i Spanien.   Den ligger i provinsen Província de Lleida och regionen Katalonien, i den nordöstra delen av landet, 400 km nordost om huvudstaden Madrid. Toppen på Pico Forcanada är 2 685 meter över havet.
Terrängen runt Pico Forcanada är huvudsakligen bergig, men den allra närmaste omgivningen är kuperad. Runt Pico Forcanada är det glesbefolkat, med 8 invånare per kvadratkilometer. Närmaste större samhälle är Vielha, 9,9 km nordost om Pico Forcanada. Trakten runt Pico Forcanada består i huvudsak av gräsmarker.